# Adrian Le Roy et Robert Ballard
Pour les articles homonymes, voir Le Roy, Robert Ballard et Ballard.

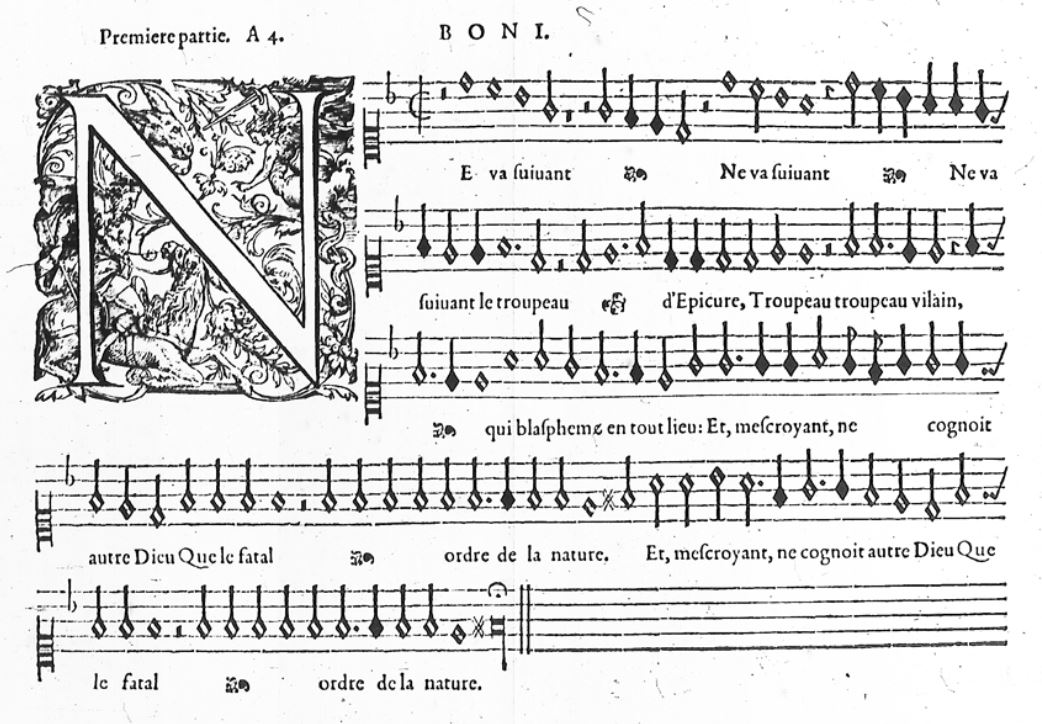
Un exemple de la belle typographie musicale de Le Roy et Ballard dans les années 1580 : format in-4° oblong, "moyenne musique" et lettrine "N" de grandes dimensions.

Adrian Le Roy et Robert Ballard est un atelier d'imprimerie en musique actif à Paris de 1551 à 1598, formé par l'association du luthiste et compositeur Adrian Le Roy et de l'imprimeur Robert I Ballard, premier membre de la longue dynastie des Ballard.

## Origine
L'atelier Ballard fut créé à Paris en 1551, à un moment où trois autres imprimeurs de musique exerçaient leur métier : Pierre Attaingnant, Michel Fezandat et Nicolas Du Chemin. C'est l'atelier majeur de la seconde moitié du XVIe siècle, par le nombre et la qualité de ses éditions, et c'est probablement à l'association d'un typographe et d'un maître joueur de luth qu'on doit cette réussite exceptionnelle : avec au moins 350 éditions publiées en presque cinquante ans, cet atelier ne peut se comparer qu'à celui des Phalèse (établi à Louvain puis à Anvers) ou aux maisons vénitiennes comme celle des Gardano. Les deux fondateurs étaient cousins à un degré non connu et leurs familles étaient originaires de Montreuil-sur-Mer.
Leur atelier est dès le début établi en haut de la rue Saint-Jean-de-Beauvais (actuellement rue Jean-de-Beauvais), en face du puits Certain, en plein cœur du quartier des imprimeurs. Il prend en 1562 l'enseigne du Mont Parnasse et, à ce moment, s'équipe de nombreux bois gravés qui s'inspirent de ce thème, outre ceux qui exploitaient celui de leur première marque typographique : la Valeur et la Fortune.
Robert I Ballard meurt en juillet 1588 et la production de l'atelier décroît fortement jusque vers 1593. Lucrèce Dugué, la veuve de Robert I, prend ensuite la place de son mari dans l'association avec Le Roy, et à partir de 1593 les éditions paraissent à l'adresse d' Adrian Le Roy & la veuve Robert Ballard. Le Roy meurt quant à lui en 1598, sans enfant, et laisse tous ses biens à la famille de son associé. Ce seront ensuite Lucrèce Dugué et son fils Pierre I Ballard qui géreront l'atelier, de 1599 à 1606, puis Pierre I seul jusqu'en 1639.

## Production

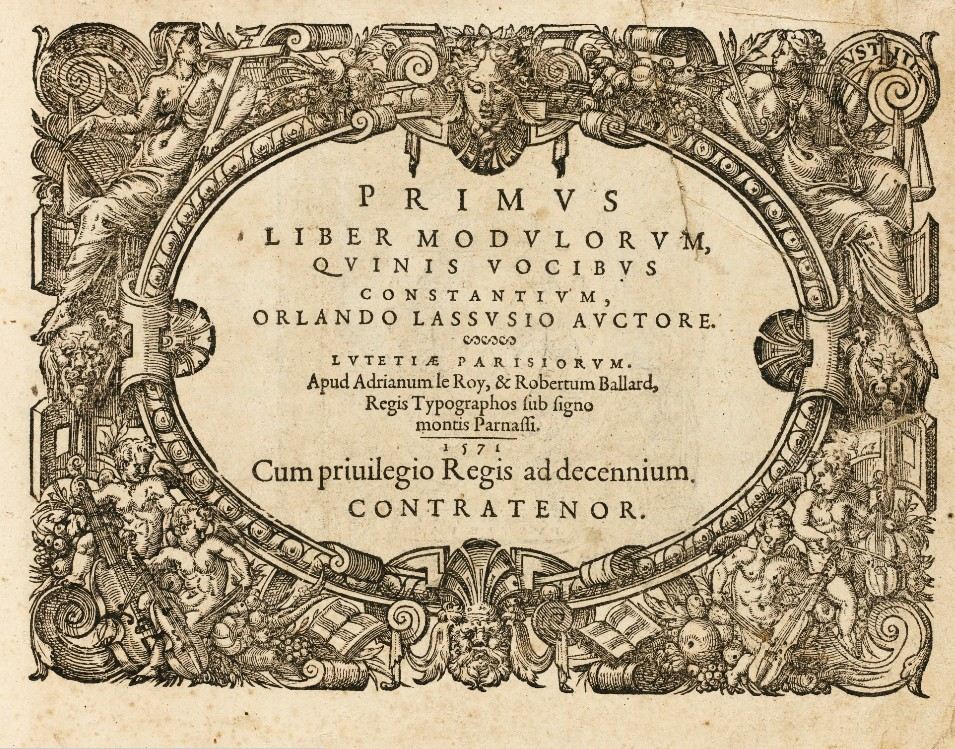
Page de titre des motets à cinq voix d'Orlande de Lassus (Paris : Le Roy et Ballard, 1571).

Dès 1551, les associés impriment des éditions musicales à l'exclusion de rares liturgies ou documents occasionnels. Leur production couvre, au début, toutes les formes de la musique de Renaissance française, avec notamment :
- des livres de chansons (outre quelques livres publiés sous le nom d'un seul compositeur, tel Janequin, il existe une riche collection de 25 livres, souvent réédités entre 1551 et 1606),
- des livres de motets (de Claudin de Sermisy, Pierre Certon, Jean Mouton, Jean Richafort, Fabrice Marin Caïétain, Pierre Cadéac, Guillaume Boni, Jean Maillard...),
- des messes publiées en format in-folio (Pierre Certon, Claudin de Sermisy, Pierre Cadéac, Vulfrano Samin, Nicolas de Marle, Jacques Arcadelt, Claude Goudimel...).
- des tablatures pour luth, guitare ou mandore (Adrian Le Roy, Guillaume Brayssingar, Pierre Brunet...)
- quelques traités et méthodes (Jean Yssandon, Adrian Le Roy...).

Les luttes religieuses des années 1560 et 1570 se reflètent dans un répertoire équilibré entre les tendances catholique et protestante, avec plusieurs livres de psaumes mis en musique par Claude Goudimel, Claude Le Jeune, Pierre Certon et quelques autres.
Dès les années 1570, le répertoire évolue en faisant place aux madrigaux (Pietro ou Regolo Vecoli, Luca Marenzio...) et aux airs de cour (Adrian Le Roy, Fabrice Marin Caïétain, Didier Le Blanc, Antoine de Bertrand, Guillaume Tessier, Pierre Bonnet, Claude Le Jeune, Jean Planson, Denis Caignet...). Dans les années 1570-1598, les messes, motets et chansons d'Orlande de Lassus sont publiés en quantité. On sait que Lassus fit un séjour à Paris en 1571, qu'il logea chez Adrian Le Roy et que celui-ci le présenta à la cour et l'emmena probablement à une séance de la nouvelle Académie de poésie et de musique patronnée par Charles IX. Une lettre d'Adrian Le Roy à Lassus datant de janvier 1574 a été conservée, dans laquelle il lui apprend son inscription au rôle des musiciens du roi et l'attribution d'une pension de 1200 lt ; on y lit également que Charles IX avait goûté sa musique et commandé qu'elle soit imprimée. La maison Le Roy - Ballard a été un vecteur très important de la célébrité de ce compositeur d'envergure internationale.
À l'époque de la Ligue, la production fléchit significativement, comme toute l'édition parisienne.

### Musiciens, poètes et librettistes publiés avec au moins un volume à leur nom
- Jacques Arcadelt
- Jean-Antoine de Baïf
- Valentin Bakfark
- Balthazar de Beaujoyeulx
- Guillaume Belin
- Antoine de Bertrand
- Théodore de Bèze
- Guillaume Boni
- Pierre Bonnet
- Gregor Brayssing
- Pierre Brunet
- Pierre Cadéac
- Fabrice Marin Caietain
- Denis Caignet
- Lancelot de Carle
- Antoine Cartier
- Jean de Castro
- Pierre Certon
- Pierre Cléreau
- Antonio Condomirio
- Guillaume Costeley
- Philippe Desportes
- Guy Du Faur de Pibrac
- Claude Goudimel
- Josquin des Prés
- Jachet de Mantoue
- Clément Janequin
- Jacobus de Kerle
- Nicolas de La Grotte
- Orlande de Lassus
- Didier Le Blanc
- Claude Le Jeune
- Adrian Le Roy
- Jean Maillard
- Étienne de Maisonfleur
- Jean de Maletty
- Luca Marenzio
- Clément Marot
- Jacques Mauduit
- Nicolas Millot
- Philippe de Monte
- Jean Mouton
- Nicolas de Marle
- Jean Planson
- François Regnart
- Richard Renvoisy
- Jean Richafort
- Albert de Rippe
- Pierre de Ronsard
- François Roussel
- Claudin de Sermisy
- Guillaume Tessier
- Pietro Vecoli
- Regolo Vecoli
- Adrien Willaert
- Jean Yssandon

Les recueils collectifs regroupent les œuvres de très nombreux autres compositeurs. Les dépouillements sont donnés dans Lesure 1955.

## Matériel typographique

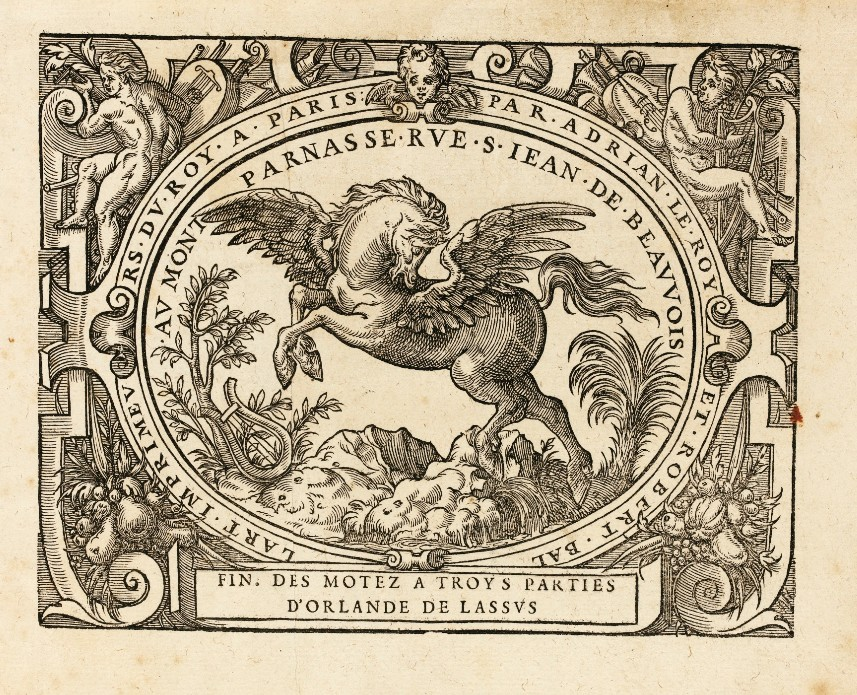
Marque typographique de l'atelier Le Roy et Ballard, au cheval Pégase (1572).

La musique est imprimée d'après la technique initiée à Paris par Pierre Attaingnant (en simple impression, chaque type portant un segment de portée), avec des caractères fondus par les tailleurs Guillaume I Le Bé et Robert Granjon. Le matériel typographique est riche d'une dizaine de caractères de musique, de plain-chant ou de tablature, répartis en trois corps :
- une "grosse musique" taillée en 1555 par Guillaume I Le Bé et le gros plain-chant correspondant (5 lignes = 14,7 mm) ;
- une "moyenne musique" taillée en Allemagne et le moyen plain-chant correspondant (5 lignes = 10,5 mm) ;
- une "moyenne musique" en ove taillée par Guillaume Le Bé vers 1559, de même module ;
- une "petite musique" taillée avant et le plain-chant correspondant (5 lignes = 7,5 mm).
- une tablature française de luth "en espace" taillée par Robert Granjon vers 1558 (5 lignes à 14,5 à 15 mm) ;

Dès les premières années de son activité, l'atelier est doté d'un matériel assez luxueux : on dénombre
- huit marques typographiques différentes, adaptées aux divers formats (in-8° oblong, in-4° droit ou oblong, in-2°) ;
- six encadrements gravés sur bois, adaptés aux formats in-8° oblong ou in-4° oblong.

Ce matériel sera utilisé dans l'atelier durant plus d'un siècle. Il est assorti de divers fleurons et culs-de-lampe, qui permettent aux imprimeurs de donner à leurs publications un aspect riche et équilibré.

## Charges et privilèges
Un premier privilège pour neuf ans leur fut accordé le 14 août 1551 pour l'impression et la vente de tous livres de musique. Il combine une permission d'imprimer et une garantie contre la copie ou la contrefaçon des œuvres imprimées, au risque pour les contrevenants d'une amende arbitraire. Des lettres de privilège similaires furent accordées à leurs concurrents dans l'édition musicale, comme Nicolas Du Chemin ou Michel Fezandat.
Le 16 février 1553 (n. st.), des lettres patentes accordées par Henri II leur donnaient la charge de seuls imprimeurs du roi pour la musique, en remplacement de Pierre Attaingnant. Cette charge les faisait entrer dans la Maison du Roi et leur conférait des prérogatives qui les distinguaient de leurs rares concurrents. Cette charge d'imprimeur du roi n'était que la déclinaison, pour la musique, d'une charge existant dans d'autres spécialités typographiques, comme le latin, le grec ou les mathématiques. Elle leur fut renouvelée en avril 1568 par Charles IX, en mai 1576 par Henri III, et en avril 1594 par Henri IV. À cette charge étaient associés des gages annuels situés entre 50 et 120 lt. Le privilège fut renouvelé moins souvent que la charge, car celle-ci incluait un privilège de durée indéterminée.